# Marne & Finance
Fondée en 1999, Marne & Finance est une société spécialisée dans le secteur de l’immobilier commercial,. C'est aussi une holding dont la maison-mère est la société Marne & Finance. 
Elle est placée en redressement judiciaire le 12 septembre 2022[réf. nécessaire].

## Présentation
Le groupe Marne et Finance est une foncière à capitaux privés. Depuis sa création, elle s’est spécialisée dans l’acquisition et la gestion de locaux commerciaux en France,,,. Marne & Finance travaille avec des enseignes nationales, régionales ou des indépendants. 
Le groupe Marne et Finance a été créé par Thierry Brissaud, déjà condamné pour sa banqueroute dans la chaîne de magasins NASA Electronique.[réf. nécessaire]
La société-mère, la société Marne & Finance, a revendu le groupe en avril 2022 à la société Pierres & Marines.[réf. nécessaire]
La société Marne & Finance a été placée en redressement judiciaire le 12 septembre 2022.[réf. nécessaire]

## Le groupe Marne & Finance
A l'origine, le groupe Marne & Finance est constitué de 2 sociétés : 
- la société Marne & Finance fondée en 1999. Société-mère.
- Boissières Part (renommée Pierres Investissement en 2022) fondée en 1999. Filiale la plus importante du groupe.

Progressivement, le groupe va créer plusieurs centaines de filiales dont :
- sociétés collectrices des apports des particuliers qui ont placé leur épargne dans les produits financiers du groupe ;
- sociétés immobilières pour acheter et percevoir les loyers du parc immobilier constitué par les apports des épargnants.

## Produits financiers
Le groupe Marne & Finance a élaboré et vendu aux particuliers, par le biais de conseillers et intermédiaires financiers (CIF), 2 produits financiers :
- « Bio C’ Bon Builder » (BCBB), de 2008 à 2020, destiné à financer les magasins Bio C’Bon.
- « Immo Capital Builder System» (ICBS), de 2011 à 2021, qui permettait d’investir dans des murs commerciaux.

## 2017-2018: Mise en garde de l'AMF contre les produits financiers Marne & Finance
En août 2018, l’AMF attire l’attention sur la commercialisation des produits d’investissements Bio c' Bon par la société Marne & Finance. Un courrier est adressé aux quatre associations professionnelles de conseiller en investissements financiers (CIF). Parmi les éléments reprochés, l’Autorité estime que les éléments contractuels et de prospection fournis par Marne & Finance « sous-estiment les risques » et « certains agissements identifiés ». La mise en garde concernait les offres impliquant ICBS (Immo Capital Builder System) et BCBB (Bio c' Bon Builder).
En décembre 2018, l’AMF fait parvenir aux président de chambres syndicales, dont l’Anacofi et la Compagnie des CGPI une lettre clôturant officiellement l’enquête et revenant sur la mise en garde lancée précédemment, faisant savoir « qu’il n’y avait pas lieu de notifier des griefs au titre d’un manquement à la réglementation relative aux offres au public de titre financier ou d’un manquement à la réglementation relative à la gestion de fonds d’investissement alternatifs ». En conséquence, aucune procédure de sanction n’a été diligentée mais l’AMF constate que les informations contenues dans les documents promotionnels ou de souscription établis par Marne & Finance minimisent les risques importants inhérents à cet investissement et que les informations communiquées aux investisseurs sont insuffisantes. 

## Le produit BCBB

### Liens avec l’enseigne Bio c’bon
Bien qu’ayant le même dirigeant, Marne & Finance et Bio c'bon sont deux entreprises distinctes. Si Marne & Finance a été créée en 1999, l’enseigne Bio c'bon fait son apparition en 2008,,. Marne & Finance propose notamment l’investissement, distinctement, dans les magasins de la chaîne Bio c'bon et dans les locaux commerciaux des magasins Bio c'bon (via son entité ICBS). En 2018, l’enseigne comptait 154 points de vente.
Le produit BCBB fait faillite en 2020, provoquant la perte de l’ordre de 114 millions d’€ pour 2 850 investisseurs particuliers.[réf. nécessaire]
Des investisseurs lésés fondent l'association Cpabon pour défendre leurs intérêts, ainsi que ceux des investisseurs du produit ICBS.

## Produit financier ICBS
Ce produit a fait faillite en septembre 2022, provoquant la perte de l'ordre de 250 millions d'euros pour 5 500 investisseurs particuliers[réf. nécessaire].
En septembre 2022, en redressement judiciaire, Marne et Finance fournit aux mandataires judiciaires les montants de créances des investisseurs particuliers, afin qu'ils puissent déclarer leurs créances. Mais en mai 2023, elle conteste l'ensemble de ces créances.[réf. nécessaire]